# Les Chambres de bois
 (avril 2021).
Si vous disposez d'ouvrages ou d'articles de référence ou si vous connaissez des sites web de qualité traitant du thème abordé ici, merci de compléter l'article en donnant les références utiles à sa vérifiabilité et en les liant à la section « Notes et références ».
Les Chambres de bois est l'un des premiers romans d'Anne Hébert de 1958,. Il raconte l'histoire d'une jeune fille, Catherine, qui est en train d'évoluer psychologiquement à travers ses rêves et divers paysages.

## Résumé
Dans la première partie, on apprend qu'elle est l'aînée de la famille et que l'on souhaite la marier. La sœur de son père, Anita, voit bien que Catherine fréquente Michel de temps en temps, malgré le fait que celui-ci soit issu d'une classe sociale plus élevée. Cet homme finit par la demander en mariage. Catherine est alors encore jeune et rêveuse, ayant en tête des « histoires de prince charmant ».
Dans la deuxième partie, Catherine habite chez Michel. Ils dorment dans des chambres obscures séparées d'un long couloir que l'on nommera dorénavant Les Chambres de bois. La jeune femme, changeant de milieu de vie, fait face à de nouvelles exigences. Elle ne doit plus exécuter les différentes tâches domestiques (par exemple, préparer les repas) auxquelles elle prenait part dans la demeure de son enfance, mais désormais lire et coudre, activités qui lui paraissent longues et ennuyeuses. À ce moment-là, la sœur de Michel, Lia, vient faire irruption dans la vie de Catherine. Celle-ci se sent prise dans la relation malsaine qu'il y a entre Michel et Lia. La jeune fille tombe malade et se referme, requérant les bons soins de la servante, Aline. 
Dans la troisième (et dernière) partie, Catherine décide de quitter Michel et Lia, avec la servante. Elle rencontre alors Bruno, pour qui elle éprouve une certaine attirance. Mais Catherine a changé et a gagné en maturité. Elle n'aime plus comme avant et semble agir différemment, elle a retrouvé le goût de vivre. Malheureusement, Aline est déjà vieille et vient à mourir. Catherine annonce la nouvelle à Lia et à Michel et annonce son départ définitif en redonnant son anneau à Michel.